# Freestyle Script
Freestyle Script là phông chữ kiểu script được thiết kế Martin Wait năm 1981. Phiên bản chữ đậm được thiết kế năm 1986. Các nhà xuất bản của Freestyle Script là Adobe, ITC and Letraset. Phông chữ này có 4 phiên bản: Regular, Bold, SH Reg Alt, and SB Reg Alt.